# Sérgio Vieira
Pour les articles homonymes, voir Vieira.
Ne doit pas être confondu avec le diplomate brésilien Sérgio Vieira de Mello.
Sérgio Vieira, né le 4 mai 1941 à Tete (Mozambique portugais) et mort le 16 décembre 2021 en Afrique du Sud, est un poète et homme politique mozambicain, l'un des chefs historiques du Front de libération du Mozambique (FRELIMO).

## Politique
Diplômé de sciences politiques, il se lance très jeune dans le militantisme. Pendant ses études à Lisbonne, il est très proche des activités de la Casa dos Estudantes do Império (pt) (CEI).
Il s'installe à Dar-es-Salam (Tanzanie), où il dirige le département Éducation et culture du Front de libération du Mozambique (FRELIMO).
Après l'indépendance, proclamée en 1975, il exerce notamment les fonctions de gouverneur de la Banque du Mozambique, de ministre de la Sécurité, de ministre de l'Agriculture. Il fut également député à l'Assemblée nationale.

## Littérature
Il collabore à plusieurs périodiques, tels que Jornal de Angola ou Mensagem (le journal du CEI). Il publie un recueil de poésie, Também Memória do Povo (1983) et une autobiographie, Participei, por isso testemunho (2010).
Ses poèmes figurent dans plusieurs anthologies : Poetas Moçambicanos (1962), Breve Antologia da Poesia de Moçambique (1967), Poesia de Combate (1977), No Ritmo dos Tantãs (1991).